# Champigny (Yonne)
Champigny – miejscowość i gmina we Francji, w regionie Burgundia-Franche-Comté, w departamencie Yonne.
Według danych na rok 1990 gminę zamieszkiwały 1782 osoby, a gęstość zaludnienia wynosiła 84 osoby/km² (wśród 2044 gmin Burgundii Champigny plasuje się na 115. miejscu pod względem liczby ludności, natomiast pod względem powierzchni na miejscu 405.).